# 市中区 (乐山市)

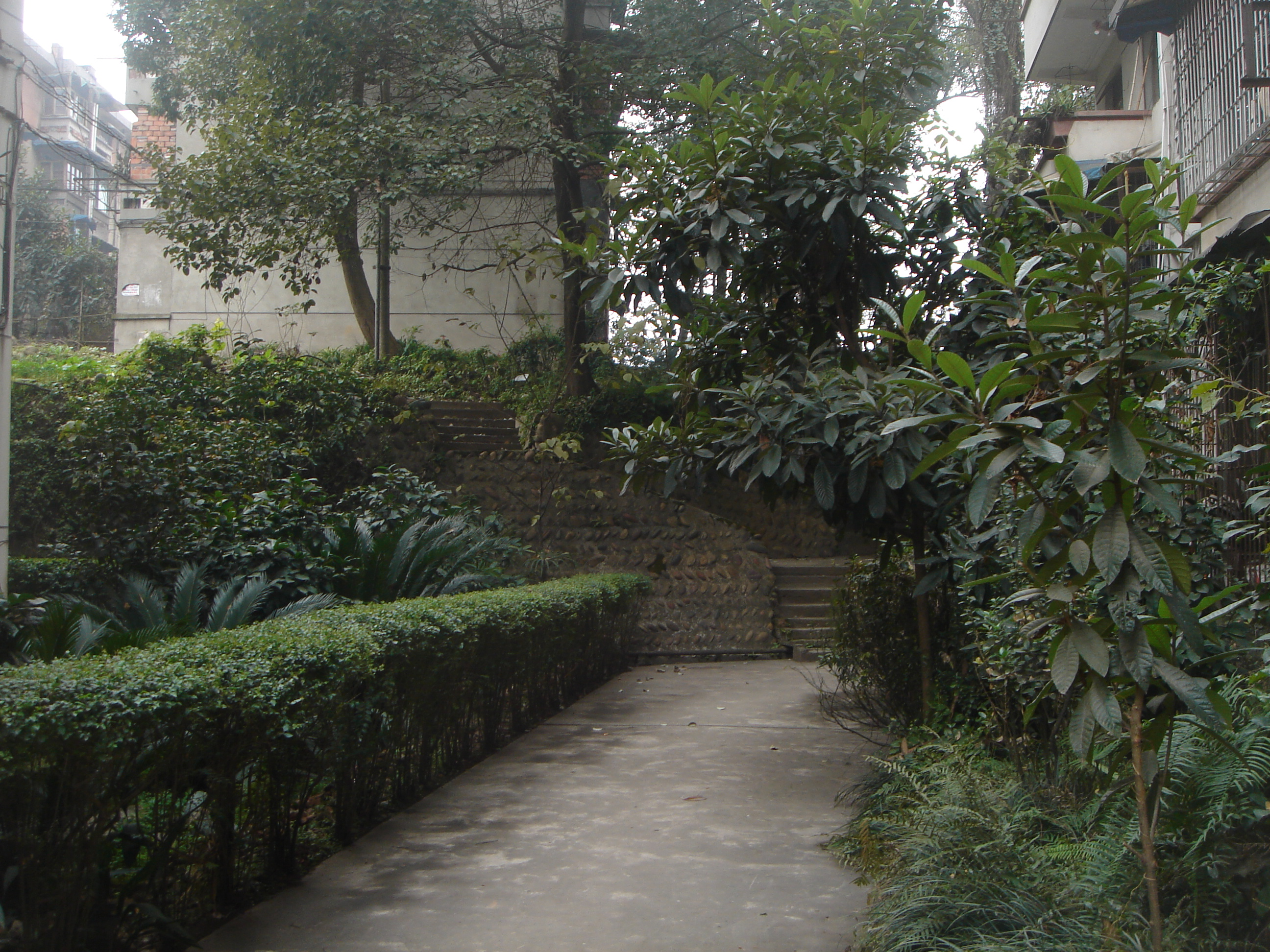
乐山市市中区乐达社区居民楼

市中区是中国四川省乐山市所辖的一个市辖区，位于四川盆地西南部。总面积836平方公里，总人口约56万。

## 行政区划
市中区下辖5个街道办事处、12个镇：
大佛街道、通江街道、海棠街道、绿心街道、全福街道、牟子镇、土主镇、白马镇、茅桥镇、青平镇、苏稽镇、水口镇、安谷镇、棉竹镇、平兴镇、悦来镇和剑峰镇。

## 人口
54.9万人，其中农业人口31.9万人，非农业人口23万人。

## 交通
区境内成乐(成都－乐山)高速公路、乐自(乐山－自贡)路、乐峨(乐山－峨眉)路、乐五(乐山－五通)路、乐井(乐山－井研)路、乐沙(乐山－沙湾)路以及成昆(成都－昆明)铁路等四通八达。全区现有公路里程达847公里，其中二级以上公路136公里，所有的乡镇都通水泥路或油路，形成了以高等级公路为骨架、区乡村水泥路和油路为支撑的大交通格局。岷江、大渡河、青衣江横贯全区并在城内交汇，水运沿长江可达重庆、武汉、上海等地。拥有500吨级的乐山大件码头。

## 文物保护单位
全国重点文物保护单位4处：乐山大佛[含灵宝塔]、麻浩崖墓、离堆、首座受控核聚变实验装置旧址。
省级文物保护单位6处：柿子湾崖墓、肖坝崖墓、白岩山崖墓、文庙及老宵顶、嘉州古城墙、乐山宋氏祠堂。